# Ivano Brugnetti

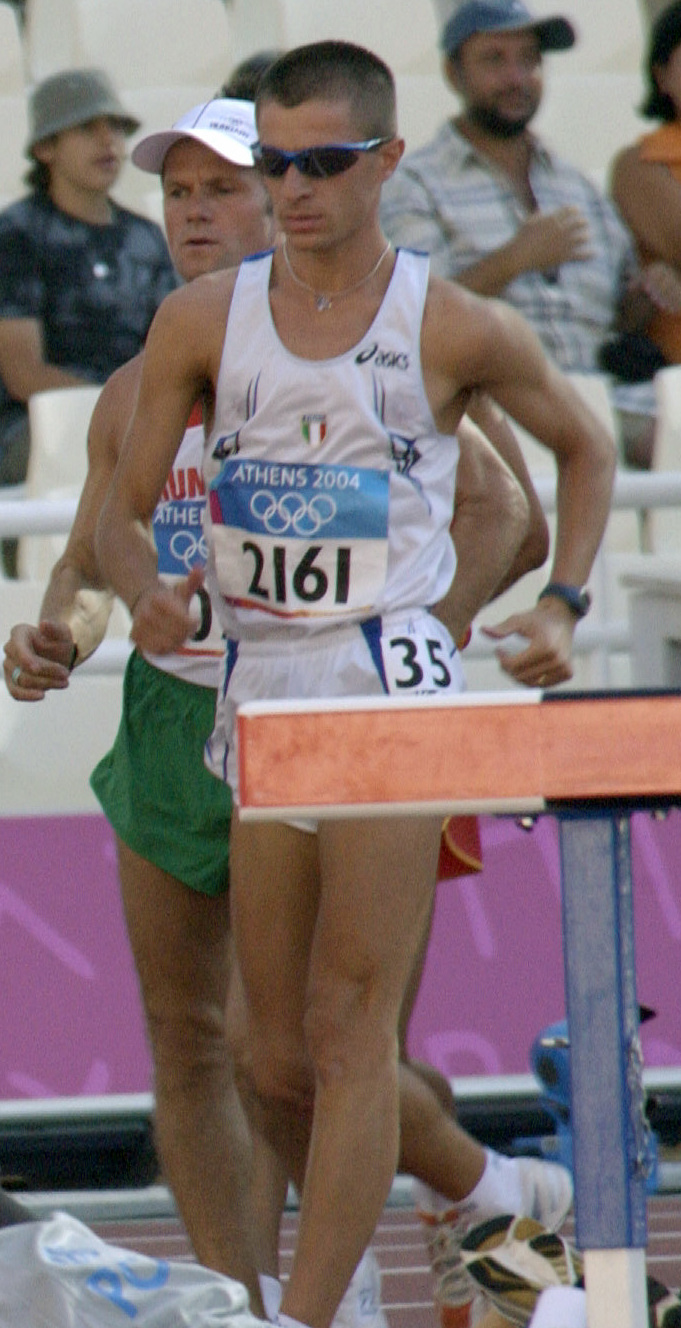
Ivano Brugnetti, 2004

Ivano Brugnetti (* 1. September 1976 in Mailand) ist ein italienischer Geher und Olympiasieger.
Brugnetti machte erstmals bei den Weltmeisterschaften 1999 in Sevilla auf sich aufmerksam. Dort steigerte er im 50-km-Gehen seine persönliche Bestleistung auf 3:47:54 h und wurde zunächst hinter dem Russen German Skurygin Zweiter. Über zwei Jahre nach den Weltmeisterschaften gab der Internationale Leichtathletik-Verband IAAF im November 2001 bekannt, dass in einer Urinprobe des Russen das verbotene Mittel Gonadotropin nachgewiesen worden war. Skurigin wurde die Goldmedaille aus Sevilla aberkannt und Brugnetti nachträglich zum Weltmeister erklärt.
Seinen zweiten Titel gewann Brugnetti 2004 bei den Olympischen Spielen in Athen. Bei Temperaturen von fast 40 Grad Celsius setzte er sich am 20. August 2004 im 20-km-Gehen überraschend gegen alle Konkurrenten durch und verwies den Europameister und Vizeweltmeister Francisco Javier Fernández aus Spanien auf den zweiten Platz.
Ivano Brugnetti hat bei einer Größe von 1,75 m ein Wettkampfgewicht von 62 kg.